# Daguin machine

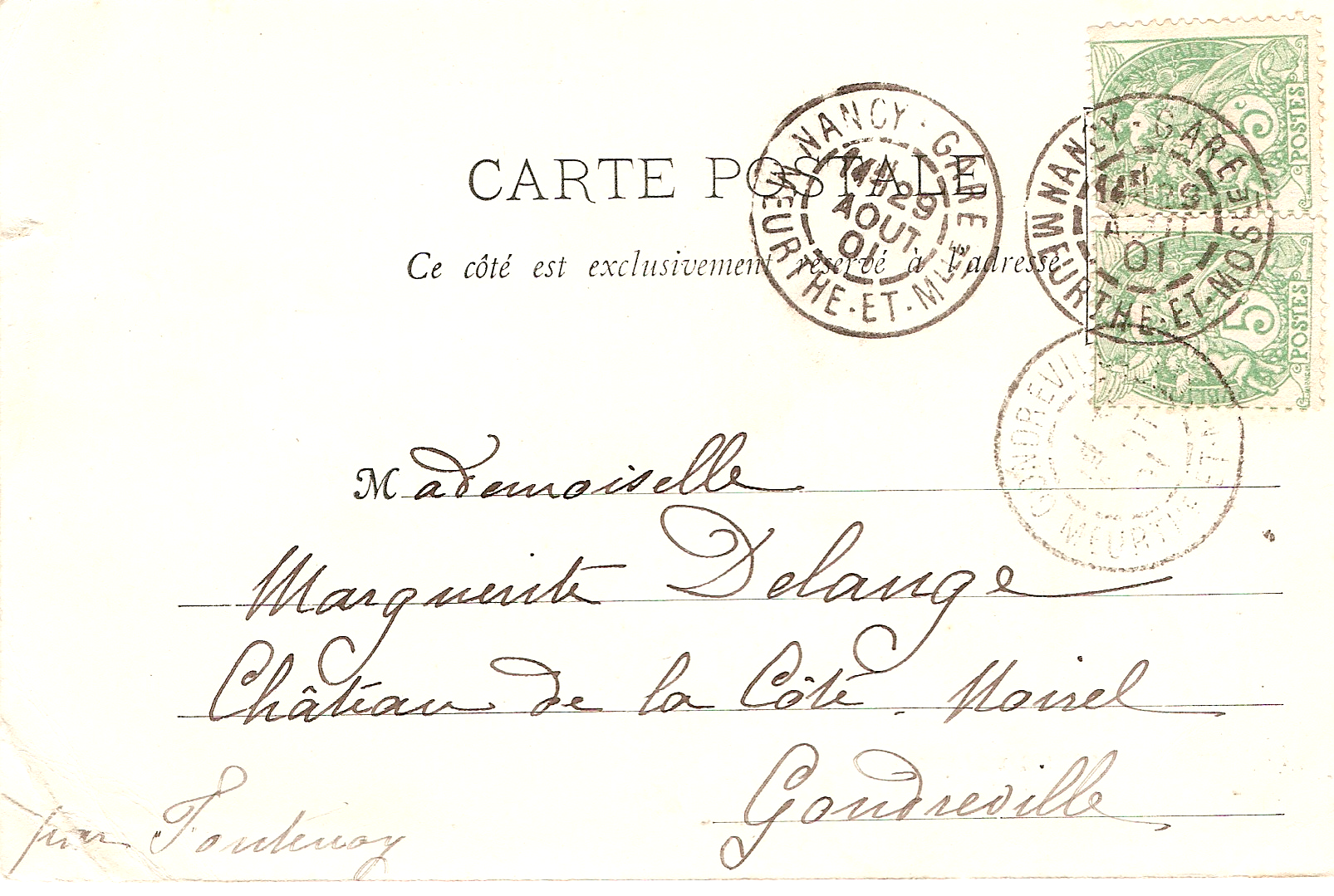
Postkaart met afstempeling uit 1901 van Daguin machine

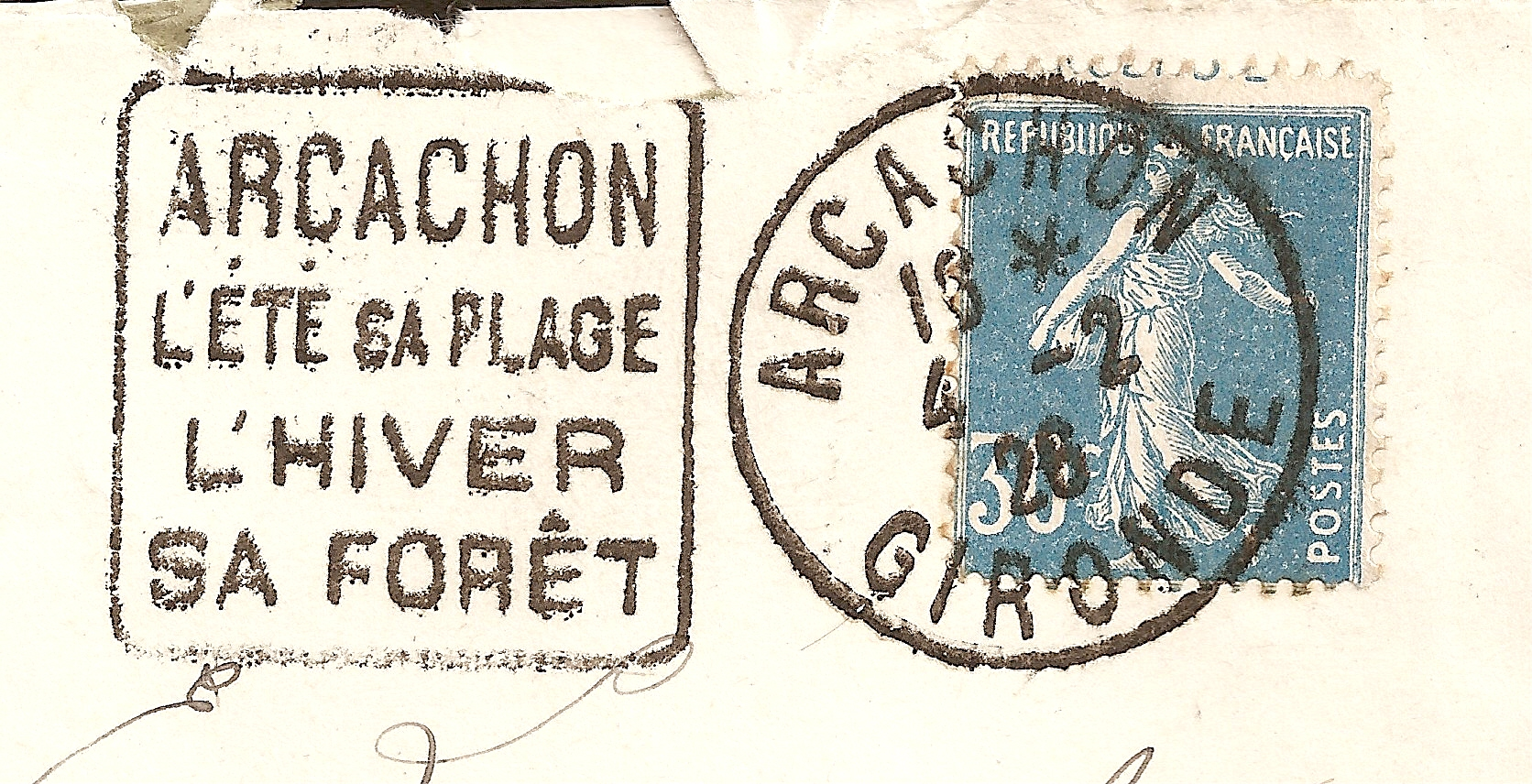
Afstempeling met tekstvlag uit 1926 van Daguin machine

De Daguin machine werd in juni 1884 in gebruik genomen. Het was de eerste stempelmachine die door de Franse posterijen in gebruik werd genomen. Het apparaat, dat werd ontworpen door Eugène Daguin (1849-1888), kon 3000 enveloppen per uur afstempelen. 
Rond 1900 kwamen er efficiëntere stempelmachines, maar rond 1920 werd de Daguin opnieuw in gebruik genomen. In de jaren zestig werd aangekondigd dat de Daguin buiten gebruik zou worden gesteld; pas in de jaren zeventig verdween het allerlaatste exemplaar.
De Daguin machine plaatste twee datumstempels naast elkaar met een afstand van precies 28 mm tussen het centrum van beide stempelafdrukken. De ene diende voor de vernietiging van de postzegel; de andere voor een duidelijk afleesbare datum. In de jaren twintig werd een datumstempel vervangen door een tekstvlag met informatie of reclame.
In de jaren vijftig werd de Daguin machine ontdekt door filatelisten. Nu is het een omvangrijk verzamelgebied voor de Frankrijk-verzamelaar.